# روس ماتهسون (تنیس‌باز)
روس ماتهسون (انگلیسی: Ross Matheson؛ زاده ۲۷ مهٔ ۱۹۷۰) یک تنیس‌باز اهل بریتانیا است.